# 麻窝乡
麻窝乡，是中华人民共和国四川省阿坝藏族羌族自治州黑水县曾经下辖的一个乡。

## 行政区划
麻窝乡撤销前下辖以下地区：
牙窝村、瓦扎村、别窝村、木日窝村、扎苦村、沙卡村和西尔村。